# Armando Broja
Armando Broja (IPA: [aɾˈmando bɾɔja]; Slough, 10 settembre 2001) è un calciatore albanese, attaccante del Burnley e della nazionale albanese.

## Biografia
Nato in Inghilterra da genitori albanesi originari del comune di Malësi e Madhe, possiede la doppia cittadinanza. Nel 2019 ha scelto di giocare per la nazionale albanese.

## Caratteristiche
È un centravanti dotato di grande forza fisica e velocità, risulta abile nell'attaccare la profondità. Dispone di buon dinamismo, oltre a distinguersi in fase di non possesso per il pressing che effettua sugli avversari.

## Carriera

### Club

#### Gli inizi, Chelsea e vari prestiti
Calcisticamente cresciuto tra i settori giovanili di Tottenham e Chelsea, il 26 febbraio 2020 ha firmato il suo primo contratto da professionista con i Blues. L'8 marzo seguente ha debuttato in prima squadra nell'incontro di Premier League vinto per 4-0 contro l'Everton. Il 21 agosto dello stesso anno è passato in prestito al Vitesse, in Eredivisie. Il 13 settembre ha quindi esordito in campionato contro il RKC Waalwijk, giocando gli ultimi cinque minuti dell'incontro. Sei giorni dopo ha invece segnato il suo primo gol in carriera nella vittoria per 2-0 contro lo Sparta Rotterdam. Il 18 ottobre è autore di due reti ai danni dell'ADO Den Haag. Conclude l'esperienza olandese con 11 reti in 34 partite complessive.
Il 10 agosto 2021 viene ceduto nuovamente in prestito, questa volta al Southampton. Quindici giorni dopo debutta con la nuova maglia, segnando una doppietta nel secondo turno di Coppa di Lega inglese vinto per 8-0 contro il Newport County. Il 16 ottobre sigla il suo primo gol in Premier League, decidendo il match contro il Leeds Utd (1-0); al contempo, diventa il primo calciatore albanese ad andare a segno nel massimo campionato inglese. Chiude il suo secondo anno da professionista con 9 marcature totali.

#### Ritorno al Chelsea e nuovi prestiti
Nell'estate 2022 fa ritorno ai blues, e questa volta rimane in squadra senza venire ceduto in prestito. L'11 dicembre 2022 durante un'amichevole tra Chelsea e Aston Villa, svoltasi ad Abu Dhabi, subisce un grave infortunio, rottura del crociato del ginocchio destro con conseguente intervento chirurgico, che decreta la fine della stagione calcistica in corso. Nel luglio 2023 torna ad allenarsi con la squadra. Torna in campo il 23 settembre nei minuti finali della sconfitta interna contro l’Aston Villa e torna a segnare il 2 ottobre seguente nella vittoria contro il Fulham. Tuttavia trova poco spazio e nella prima parte di stagione.
Il 1º febbraio 2024 viene ceduto in prestito al Fulham fino alla fine della stagione. Esordisce con i Cottagers due giorni dopo, subentrando a Rodrigo Muniz al 74' minuto di una gara contro il Burnley. Per il giocatore saranno appena 8 presenze prima di fare ritorno al Chelsea.
Il 31 agosto 2024 viene ceduto in prestito all'Everton. Al termine della stagione fa ritorno ai Blues.

#### Burnley
L'8 agosto 2025 viene ingaggiato a titolo definitivo dal Burnley, neopromosso in Premier League, per 23 milioni di euro.

### Nazionale
Agli inizi del 2019 ha rifiutato l'invito della nazionale Under-21 inglese poiché il suo desiderio era quello di giocare solo con l’Albania.
Il 7 settembre 2020 ha debuttato con la nazionale albanese, subentrando a Lorenc Trashi nella partita di Nations League persa 0-1 con la Lituania. Il 5 settembre dell'anno seguente, invece, ha realizzato il suo primo gol in nazionale, decidendo la sfida contro l'Ungheria (1-0), valevole per le qualificazioni al campionato mondiale di calcio 2022.

## Statistiche

### Presenze e reti nei club
Statistiche aggiornate all'8 agosto 2025.
| Stagione        | Squadra         | Campionato      | Campionato | Campionato | Coppe nazionali | Coppe nazionali | Coppe nazionali | Coppe continentali | Coppe continentali | Coppe continentali | Altre coppe | Altre coppe | Altre coppe | Totale | Totale |
| Stagione        | Squadra         | Comp            | Pres       | Reti       | Comp            | Pres            | Reti            | Comp               | Pres               | Reti               | Comp        | Pres        | Reti        | Pres   | Reti   |
| --------------- | --------------- | --------------- | ---------- | ---------- | --------------- | --------------- | --------------- | ------------------ | ------------------ | ------------------ | ----------- | ----------- | ----------- | ------ | ------ |
| 2019-2020       | Chelsea         | PL              | 1          | 0          | FACup+CdL       | 0+0             | 0               | UCL                | 0                  | 0                  | -           | -           | -           | 1      | 0      |
| 2020-2021       | Vitesse         | ED              | 30         | 10         | CO              | 4               | 1               | -                  | -                  | -                  | -           | -           | -           | 34     | 11     |
| 2021-2022       | Southampton     | PL              | 32         | 6          | FACup+CdL       | 4+2             | 1+2             | -                  | -                  | -                  | -           | -           | -           | 38     | 9      |
| 2022-2023       | Chelsea         | PL              | 12         | 1          | FACup+CdL       | 0+1             | 0               | UCL                | 5                  | 0                  | -           | -           | -           | 17     | 1      |
| 2023-feb. 2024  | Chelsea         | PL              | 13         | 1          | FACup+CdL       | 2+4             | 1+0             | -                  | -                  | -                  | -           | -           | -           | 19     | 2      |
| Totale Chelsea  | Totale Chelsea  | Totale Chelsea  | 26         | 2          |                 | 7               | 1               |                    | 5                  | 0                  |             | -           | -           | 36     | 3      |
| feb.-giu. 2024  | Fulham          | PL              | 8          | 0          | FACup+CdL       | -               | -               | -                  | -                  | -                  | -           | -           | -           | 8      | 0      |
| 2024-2025       | Everton         | PL              | 10         | 0          | FACup+CdL       | 1+0             | 0               | -                  | -                  | -                  | -           | -           | -           | 11     | 0      |
| 2025-2026       | Burnley         | PL              | 0          | 0          | FACup+CdL       | 0               | 0               | -                  | -                  | -                  | -           | -           | -           | 0      | 0      |
| Totale carriera | Totale carriera | Totale carriera | 106        | 18         |                 | 18              | 5               |                    | 5                  | 0                  |             | -           | -           | 129    | 23     |

### Presenze e reti in nazionale
| Cronologia completa delle presenze e delle reti in nazionale ― Albania | Cronologia completa delle presenze e delle reti in nazionale ― Albania | Cronologia completa delle presenze e delle reti in nazionale ― Albania | Cronologia completa delle presenze e delle reti in nazionale ― Albania | Cronologia completa delle presenze e delle reti in nazionale ― Albania | Cronologia completa delle presenze e delle reti in nazionale ― Albania | Cronologia completa delle presenze e delle reti in nazionale ― Albania | Cronologia completa delle presenze e delle reti in nazionale ― Albania |
| Data                                                                   | Città                                                                  | In casa                                                                | Risultato                                                              | Ospiti                                                                 | Competizione                                                           | Reti                                                                   | Note                                                                   |
| ---------------------------------------------------------------------- | ---------------------------------------------------------------------- | ---------------------------------------------------------------------- | ---------------------------------------------------------------------- | ---------------------------------------------------------------------- | ---------------------------------------------------------------------- | ---------------------------------------------------------------------- | ---------------------------------------------------------------------- |
| 7-9-2020                                                               | Tirana                                                                 | Albania                                                                | 0 – 1                                                                  | Lituania                                                               | UEFA Nations League 2020-2021 - 1º turno                               | -                                                                      | 75’                                                                    |
| 11-10-2020                                                             | Almaty                                                                 | Kazakistan                                                             | 0 – 0                                                                  | Albania                                                                | UEFA Nations League 2020-2021 - 1º turno                               | -                                                                      | 41’                                                                    |
| 14-10-2020                                                             | Vilnius                                                                | Lituania                                                               | 0 – 0                                                                  | Albania                                                                | UEFA Nations League 2020-2021 - 1º turno                               | -                                                                      | 57’                                                                    |
| 25-3-2021                                                              | Andorra la Vella                                                       | Andorra                                                                | 0 – 1                                                                  | Albania                                                                | Qual. Mondiali 2022                                                    | -                                                                      | 81’                                                                    |
| 28-3-2021                                                              | Tirana                                                                 | Albania                                                                | 0 – 2                                                                  | Inghilterra                                                            | Qual. Mondiali 2022                                                    | -                                                                      | 59’                                                                    |
| 31-3-2021                                                              | Serravalle                                                             | San Marino                                                             | 0 – 2                                                                  | Albania                                                                | Qual. Mondiali 2022                                                    | -                                                                      | 46’                                                                    |
| 5-9-2021                                                               | Elbasan                                                                | Albania                                                                | 1 – 0                                                                  | Ungheria                                                               | Qual. Mondiali 2022                                                    | 1                                                                      | 78’ 90+2’                                                              |
| 8-9-2021                                                               | Elbasan                                                                | Albania                                                                | 5 – 0                                                                  | San Marino                                                             | Qual. Mondiali 2022                                                    | 1                                                                      | 46’                                                                    |
| 9-10-2021                                                              | Budapest                                                               | Ungheria                                                               | 0 – 1                                                                  | Albania                                                                | Qual. Mondiali 2022                                                    | 1                                                                      | 66’                                                                    |
| 12-10-2021                                                             | Tirana                                                                 | Albania                                                                | 0 – 1                                                                  | Polonia                                                                | Qual. Mondiali 2022                                                    | -                                                                      | 58’                                                                    |
| 26-3-2022                                                              | Cornellà de Llobregat                                                  | Spagna                                                                 | 2 – 1                                                                  | Albania                                                                | Amichevole                                                             | -                                                                      | 84’                                                                    |
| 29-3-2022                                                              | Tirana                                                                 | Albania                                                                | 0 – 0                                                                  | Georgia                                                                | Amichevole                                                             | -                                                                      | 46’                                                                    |
| 10-6-2022                                                              | Tirana                                                                 | Albania                                                                | 1 – 2                                                                  | Israele                                                                | UEFA Nations League 2022-2023                                          | 1                                                                      |                                                                        |
| 13-6-2022                                                              | Tirana                                                                 | Albania                                                                | 0 – 0                                                                  | Estonia                                                                | Amichevole                                                             | -                                                                      | 45’                                                                    |
| 24-9-2022                                                              | Tel Aviv                                                               | Israele                                                                | 2 – 1                                                                  | Albania                                                                | UEFA Nations League 2022-2023 - 1º turno                               | -                                                                      |                                                                        |
| 27-9-2022                                                              | Tirana                                                                 | Albania                                                                | 1 – 1                                                                  | Islanda                                                                | UEFA Nations League 2022-2023 - 1º turno                               | -                                                                      | 69’                                                                    |
| 16-11-2022                                                             | Tirana                                                                 | Albania                                                                | 1 – 3                                                                  | Italia                                                                 | Amichevole                                                             | -                                                                      | 51’                                                                    |
| 22-3-2024                                                              | Parma                                                                  | Albania                                                                | 0 – 3                                                                  | Cile                                                                   | Amichevole                                                             | -                                                                      | 68’                                                                    |
| 25-3-2024                                                              | Solna                                                                  | Svezia                                                                 | 1 – 0                                                                  | Albania                                                                | Amichevole                                                             | -                                                                      | 77’                                                                    |
| 3-6-2024                                                               | Szombathely                                                            | Albania                                                                | 3 – 0                                                                  | Liechtenstein                                                          | Amichevole                                                             | 1                                                                      | 62’                                                                    |
| 7-6-2024                                                               | Szombathely                                                            | Albania                                                                | 3 – 1                                                                  | Azerbaigian                                                            | Amichevole                                                             | -                                                                      | 46’                                                                    |
| 15-6-2024                                                              | Dortmund                                                               | Italia                                                                 | 2 – 1                                                                  | Albania                                                                | Euro 2024 - 1º turno                                                   | -                                                                      | 51’ 77’                                                                |
| 24-6-2024                                                              | Düsseldorf                                                             | Albania                                                                | 0 – 1                                                                  | Spagna                                                                 | Euro 2024 - 1º turno                                                   | -                                                                      | 58’                                                                    |
| 21-3-2025                                                              | Londra                                                                 | Inghilterra                                                            | 2 – 0                                                                  | Albania                                                                | Qual. Mondiali 2026                                                    | -                                                                      | 63’                                                                    |
| 24-3-2025                                                              | Tirana                                                                 | Albania                                                                | 3 – 0                                                                  | Andorra                                                                | Qual. Mondiali 2026                                                    | -                                                                      | 75’                                                                    |
| 7-6-2025                                                               | Tirana                                                                 | Albania                                                                | 0 – 0                                                                  | Serbia                                                                 | Qual. Mondiali 2026                                                    | -                                                                      | 75’                                                                    |
| 10-6-2025                                                              | Riga                                                                   | Lettonia                                                               | 1 – 1                                                                  | Albania                                                                | Qual. Mondiali 2026                                                    | -                                                                      | 82’                                                                    |
| Totale                                                                 |                                                                        | Presenze (106º posto)                                                  | 27                                                                     |                                                                        | Reti (27º posto)                                                       | 5                                                                      |                                                                        |